# ビーチクラフト スターシップ
ビーチクラフト スターシップ
- 分類：ビジネス機
- 設計者：バート・ルータン[要出典]
- 製造者：ビーチ・エアクラフト・コーポレーション
- 初飛行：1986年2月15日
- 生産数：53
- ユニットコスト：3.9百万米ドル

ビーチクラフト スターシップ (Beechcraft Starship)は、双発のターボプロップで先尾翼のビジネス機である。1986年から1995年までに合計53機が製造されたが、商業的には失敗に終わった。

## 概要
スターシップは6から8席であり、ビジネス機としては標準的な規模である。パイロットは1～2名だが、パイロット1名でも耐空認証を取得している。
機体は先尾翼機であり、水平尾翼は持たず、垂直尾翼と方向舵はデルタ型の主翼の端に配されている。2基のエンジンはプッシャー式のプロペラとともに左右の主翼に置かれている。機首のカナードは速度に応じて後退角を変化させる可変翼型で、主翼フラップとも連動している。動翼操作は機械式だが、高い安定性と小さい動翼面積もあって、油圧などの補助がなくとも入力操作は軽い。
スターシップは機体の材質・素材面でも先進的だった。容量の大きいキャビンと機体重量の抑制を両立するために機体の主要な材質として複合材料(CFRP)が使用されている。しかし、この複合材料の広範な使用が、後に開発の障害となってしまう。

## 開発経緯
開発は1979年にビーチクラフトがキングエア 200の後継機を必要としたことで開始された。1980年1月に「プライマリ・デザイン330 (PD330)」として初期デザインに着手され、同社がレイセオンによって買収されたことによる短い中断の後、1982年にカリフォルニアに拠点を置くスケールド・コンポジッツのバート・ルータンに接近したことで、開発が本格化した。バート・ルータンは新しい複合材料による航空機設計分野でのリーダーであり、PD330に、複合材料と、（彼の特許である）先尾翼の可変翼化を主な特徴とする構成を採り入れた。設計作業の多くはCATIAシステムを使用したコンピュータ支援設計で行われた。なお、スターシップの量産化に先立ち、1985年、ビーチクラフトはスケールド・コンポジッツ社を買収している。
スケールド・コンボジッツでの開発において、85%スケールの試作機はモデル115と呼ばれ、ビーチクラフトでの量産版はモデル2000と呼ばれた。モデル115は1983年8月の後半に初飛行を行った。翌月に「ビーチクラフト スターシップ」と命名された。モデル115はあくまでも実証・実験機であり、モデル2000（量産型）と異なり、与圧システムと認証されたアビオニクスを備えず、機体設計と材料仕様も異なっていた。モデル115は1機だけ製造され、設計レイアウトの確認を終えると、都合5回の飛行の後、破棄された。
最初のフルサイズのスターシップ（モデル2000）は1986年2月15日に初飛行を行った。開発が行われている途中でプロトタイプが製造された。CFRPを使用していたため、必要な工作機械は非常に高価であり、最初から量産用として作る必要があった。最初は開発の複雑さを過小評価したために、後にはストール警告システムに関係する技術課題を克服するために、開発プログラムは何度か遅延した。
FAAもスターシップの耐空認証について非常に慎重だった。当時は新造材であったCFRPについては経験・実績が乏しく、機体寿命の規定などもFAA内に存在しなかったためである。2年の試験期間と2千時間にのぼる飛行時間の後に1987年6月14日に耐空認証が下りたが、この時までに3億ドル以上の開発費が費やされていた。

## 実績
1988年後半に最初の量産型スターシップは初飛行を行ったが、市場の反応は鈍かった。従来機に対抗するだけのインパクトに乏しい一方、開発機の高騰とCFRPを多用した機体が災いして、1機400万ドルとビジネスジェット並みの高価格となっており、競争力に欠けていた。スターシップは試作機も含めて53機が製造されたが、耐空認証取得後の3年間で実際に顧客に引き渡された機体は11機に過ぎない。改良型のスターシップ2000Aの発表や、2年間のリースプログラム（1991年より）などで販売の促進を図ったが、成果は上げられなかった。
最終的に、当時ビーチクラフトを傘下に収めていたレイセオン・エアクラフト・カンパニーはスターシップに見切りをつけ、スターシップの在庫機の廃棄を決定。デリバリー済みの機体についても、同社のプレミア1などとの交換を薦めた。レイセオンは2003年には販売とアフターサービスの中止を決定した。スターシップの最終号機(NC-53)がロールアウトしたのは、1995年である。
しかし、その後ビーチクラフトの経営を受け継いだホーカー・ビーチクラフトはスターシップのサポートを続けている。また、2010年1月の時点で9機のスターシップが飛行可能な状態で維持されており、このうちシリアルナンバーNC-51は、同じくバート・ルータン設計のスペースシップワンのチェイス・プレーンとして用いられている。

## 主要諸元 (2000A)
出典: Beechcraft Starship 2000A Performance, Specifications & Equipment
諸元
- 乗員: 1～2人
- 定員: 8人
- 全長: 14.05 m （46 ft 1 in）
- 全高: 3.94 m （12 ft 11 in）
- 翼幅: 16.58 m（54 ft 4.7 in）
- 翼面積: 26.1 m2 （280.88 ft2）
- 空虚重量: 4,590 kg （10,120 lb）
- 運用時重量: 6,823 kg （15,010 lb）
- 最大離陸重量: 6,760 kg （14,900 lb）
- 動力: プラット・アンド・ホイットニー・カナダ PT6A-67A ターボプロップ、895 kW （1,200 shp）   × 2

性能
- 最大速度: 620 km/h （335 kt） 385 mph
- 航続距離: 2,920 km （1,576 海里） 1,814 マイル
- 実用上昇限度: 12,500 m （41,000 ft）
- 上昇率: 13.96 m/s （2,748 ft/min）
- 翼面荷重: 258.77 kg/m2 （53.0 lb/ft2）

## 参照
1. ↑  米国特許第4641800号
2. ↑  “Beechcraft Starship 2000A Performance, Specifications & Equipment”. 2009年5月5日閲覧。